# God Has a Voice, She Speaks Through Me
God Has a Voice, She Speaks Through Me is een single van CocoRosie, uitgegeven op 13 mei 2008 door Touch and Go Records.

## Nummers
| Nr. | Titel                                  | Duur |
| --- | -------------------------------------- | ---- |
| 1.  | God Has a Voice, She Speaks Through Me | 3:53 |
| 2.  | Untitled                               | 0:35 |